# Molde

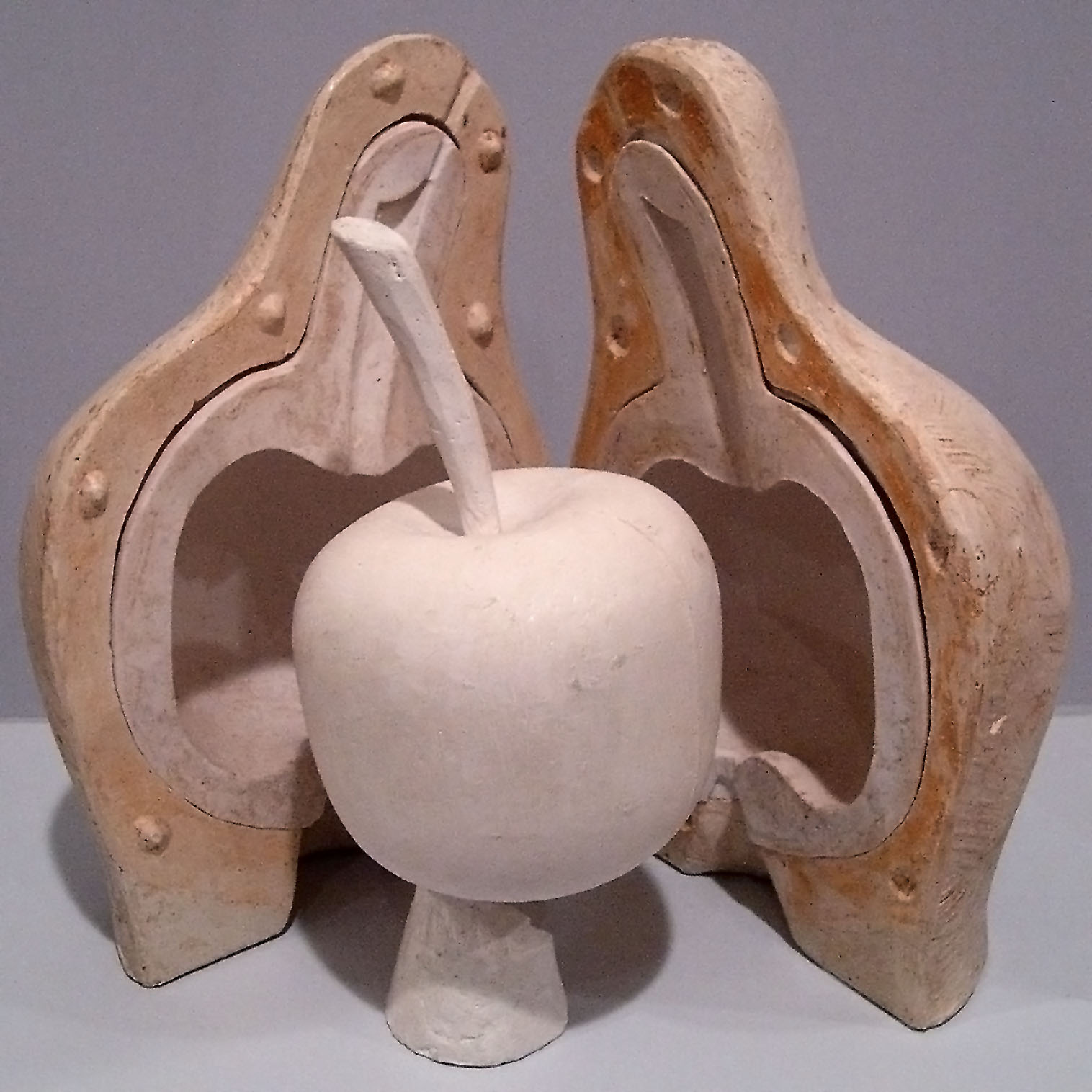
Elaborado en escayola con un molde bivalvo.

Un molde (del catalán motle) es una pieza, o un conjunto de piezas acopladas, interiormente huecas pero con los detalles e improntas exteriores del futuro sólido que se desea obtener.

## Técnica
En su interior se vierte el material fluido o plástico – metal fundido, hormigón, yeso, resina, silicona etc. – que cuando se solidifica adquiere la forma del molde que lo contiene. Una vez retirado el molde, normalmente, se procede a repasar la pieza obtenida, corrigiendo las posibles imperfecciones en las zonas de acoplamiento, quitando los restos depositados en los orificios realizados para introducir la materia plástica, y en los orificios de salida del sobrante o respiraderos.
Para acoplar las piezas de un molde se recurre generalmente a las llaves, que son incisiones en una parte y salientes en la otra, que sirven para su posterior ajuste.
Se emplea profusamente para obtener piezas moldeadas, tanto en arte –bustos, figuras, columnas– como en construcción –balaustres, revestimientos– o en diversos procesos industriales –objetos cerámicos, elaboración de barras de chocolate, etc.
En la industria, al molde donde se vierte el material fundido se le llama matriz. En construcción, al molde, con el conjunto de piezas auxiliares, se le denomina encofrado.

## Tipos de molde
Hay  rígidos y flexibles; los moldes dependen de la forma de la pieza a seriar, determinado por el grado de complejidad de los detalles y la simetría de esta, siendo importante facilitar el desmolde que debe ser lo más preciso posible; hay moldes de una pieza, dos piezas o hasta cinco o más si fuera necesario.
Generalmente, un molde flexible (látex) se monta con un contra-molde rígido o «madre» que sujete la forma evitando su deformación (yeso). La ventaja de los moldes flexibles es permitir su desmolde con más delicadeza, procurando un mejor resultado de la pieza; además, es más liviano y duradero.

## Etapas de moldeado y desmoldeado

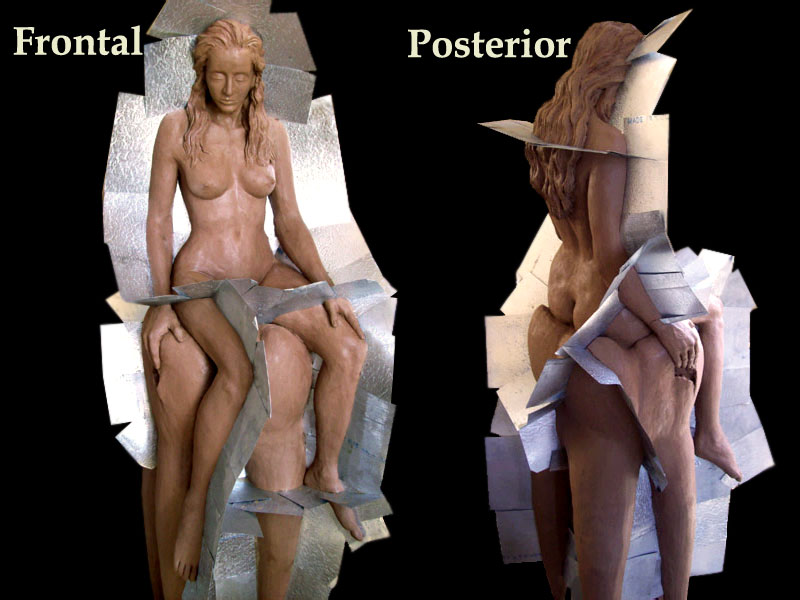

1. Primero se ha de pensar en que la pieza no quede atrapada en el proceso de aplicar el molde sobre la pieza, sobre todo si este molde es rígido, como el caso del molde de yeso. A esta etapa se le denomina "el estudio de cortes". El molde que requiere de más creatividad es el cerámico, para aplicar barbotina (arcilla líquida), porque no se puede forzar el molde en el proceso de desmoldeado, caso contrario, se malogrará la pieza; además, no puede hacer el molde con látex, porque la arcilla tiene que ceder humedad al yeso, que en estado seco es absorbente.
2. Fijar las divisiones, que pueden ser de arcilla, chapa galvanizada, celuloide grueso o masilla para vidrio (si la superficie es dura como el yeso, porque sobre la arcilla esta resbala).
3. Aplicar el molde, que puede ser de látex, caucho, yeso o chamota (arcilla cocida posteriormente pulverizada). Cada especialidad tiene sus dificultades, el yeso debe aplicarse con latigueo y medir el grado de fraguado del mismo; el caucho solo puede aplicarse con una máquina especial que presiona el caucho sobre una superficie rígida; el látex debe tener una aplicación más cuidadosa y no puede ser trabajado cuando este empieza a helar. La ventaja de este último es que pueden grabar hasta los más mínimos detalles, incluso una huella digital.
4. El contra molde, se usa para unir varias partes pequeñas del molde.
5. El desmoldeado, o proceso de retirar las partes que capturaron el modelo creado por el artista.
6. La limpieza del molde, para quitar todo resquicio o sobrante del molde, y aplicar alguna sustancia para que este molde no se pegue con el trabajo final. Si el vaciado es de yeso, se le agrega detergente, jabón líquido o cera de piso; si el vaciado es de resina se le aplica cera desmoldante o desmoldante líquido; si es para el bronce, se tiene que hacer un vaciado previo de cera, para sacar el molde final, a este método se le llama "a la cera perdida"

Los moldes pueden ser utilizados para hacer trabajos únicos o piezas seriadas, como es el caso de la joyería o la industria seriada de juguetes y otros artículos de uso cotidiano. Puede ser empleado en la industria y las artes.
También se suelen considerar moldes los troqueles para estampar monedas o cucharas, pero el nombre más correcto para estos moldes es el de matriz.